# Hetairosz

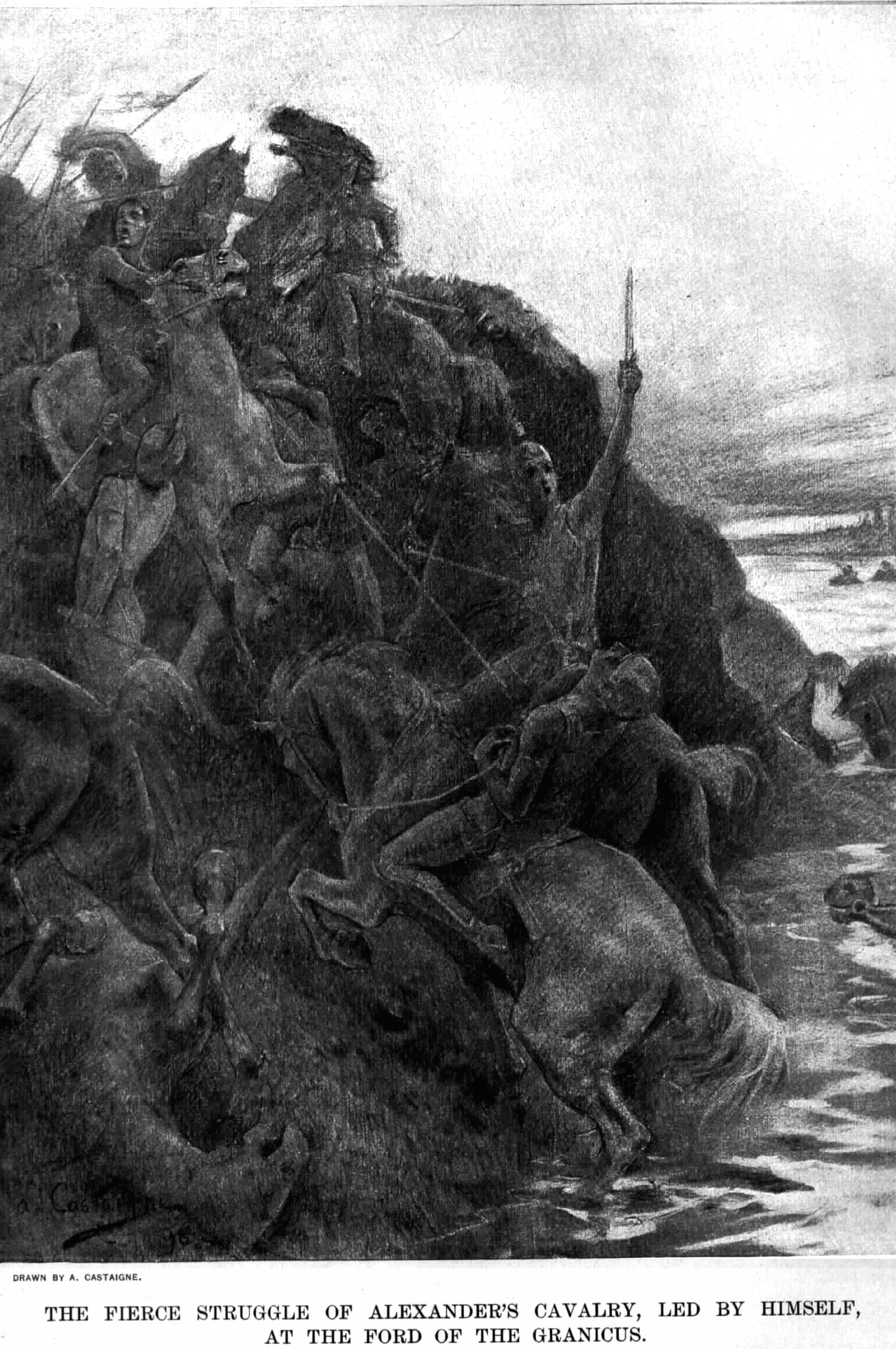
Alexandrosz lovassága átkel a Granikosz folyón

A hetairoszok (görög: ἑταῖροι, társak) a makedón hadsereg lovasai voltak, gyakori nevük hetairiké hipposz (lovas barátok). I. Alexandrosz koráig a makedónok legfőbb fegyverneme, a gyalogság alárendelt szerepet játszott.

## Kialakulása
A makedón nehézfegyverzetű lovas harcos, a hetairosz felszerelése körülbelül megegyezik a pezetairoszok fegyverzetével, leszámítva azt, hogy pajzsot (pelt) ritkán használtak. A gyalogosokkal megegyező méretű és kialakítású döfőlándzsával és karddal szerelték fel őket. A kard sokszor hajlított, egyélű. Mellvértet, vállvértet és lábvértet hordtak, emellett pedig sisakot. A lovakat vastag takarókkal védték. A kor perzsa nehézlovassága páncélzatban erősebb volt, fegyverzetben azonban hátrányba került, mert csak néhány hajítódárdával rendelkeztek, sokszor kardjuk sem volt. A lovasok ebben az időben kengyelt még nem használtak, ezért a dárdahajítás lóhátról kevéssé hatékony eszköz volt. A makedón lovasságot egyébként is úgy ismerték az ókor e szakaszában, mint a thrák után a legjobbat.
A legkorábbi ismert makedón időkben a fegyverforgató férfiak gyűlése és a királyi hatalom nagyjából azonos mértékű befolyással bírt. Ennek maradványai még II. Philipposz idejében is érezhetők. A gyűlés választotta az uralkodót, viszont a megválasztott uralkodónak engedelmességgel tartozott, ameddig a nép íratlan törvényeit betartotta. A hetairoszok eredetileg a kormányzásban is részt vevő nemzetségi előkelők voltak, és az uralkodóhoz való viszonyuk a kölcsönös függőséget és kötelezettségeket mutatja. Az egyik ilyen kötelezettség a hadviselés volt, és ezt a nemzetségi arisztokrácia lovas katonaként teljesítette. I. Alexandrosz koráig a hetairoszok egyedüliként képviselték a szabadokat a hadseregben, ezért nem terjedt el a hétairiké hipposz megkülönböztető megnevezés. A pez-hetairoszok megjelenésével szélesedett ki a társadalmi bázis.

## II. Philipposz
A hetairosz lovasság nagybirtokosi és nemesi jellege miatt ennek fenntartása és hűségének biztosítása még a pezetairoszok hatalmas költségeihez képest is nagyságrendekkel volt nehezebb feladat. Philipposz a fegyveres szolgálat és a politikai támogatás fejében óriási földbirtokokat adományozott a hetairoszoknak. Ez a réteg egy részében teljesen új, addig nem a nagybirtokossághoz tartozó emberekből állt, de a korábbi előkelőség is jelentős gazdagodáson ment át, ezért ezek a katonák valóban hűséges társak voltak.
A hetairoszok létszáma i. e. 340 körül 800 fő volt, ezért Philipposz egyik elsődleges feladatának tekintette e létszám gyarapítását. A hetairosz lovasság - akárcsak a pezetairoszok - területi alapon szerveződött, területi fejkvóták alapján kellett kiállítani bizonyos mennyiségű lovast. II. Philipposz uralkodásának vége felé nyolc kerület állított ki egyenként 2–300 lovast, így körülbelül 1600–2400 hetairosz állt rendelkezésre a hadjáratokhoz. Ezek nyolc önálló egységet alkottak, mindegyiket egy-egy hipparkhosz vezette.

## III. Alexandrosz
III. Alexandrosz lovassági taktikáját gyakran nevezik a kalapács és üllő taktikájának, ahol a kalapács a lovasság, az üllő a gyalogság. A hetairoszok a szárnyakon támadva megpróbálnak az ellenség mögé kerülni, és a várakozó phalanx elé hajtani. Alexandrosz a teljes lovasságot legtöbbször a bal szárnyra csoportosította. A hetairoszoknak minden nyílt csatában döntő szerep jutott.

## Hellénisztikus kor
A hellénisztikus kor diadókhosz-államaiban már nem beszélhetünk klasszikus értelemben vett hetairoszokról, hanem csak nehézfegyverzetű lovasságról, hiszen ez már nem a makedón államszervezet és kormányzás része volt. A diadókhosz államok a hetairosz és a perzsa nehézlovasság elemeiből újszerű keveréket, a kataphraktosz nehézlovasságot hozták létre. E lovasoknak már a karok és lábak védelmére is páncéljuk volt. Az elit lovas ezredeket még sokáig nevezték Társaknak.